# Calligonum polygonoides
Arta   (Calligonum polygonoides)  es una arbusto de la familia de las poligonáceas.

## Descripción
Arbusto rastrero caducifolio, hermafrodita, de hasta 1,5-1,8 m de altura. Muy ramoso desde la base. Nacimiento de las ramas generalmente oculto por la arena sobre la que vive. Ramas tortuosas, con corteza blanca, lisas; las más viejas pardo negruzcas y agrietadas. Ramillas fasciculadas o solitarias, verdes, glabras, lisas o un poco estriadas, que se desarticulan y caen fácilmente cuando se secan. Hojas alternas muy pequeñas (1,5-5 mm de largas), subuladas, sésiles, glabras, prontamente caducas.
Inflorescencias en fascículos de 2-4, raramente flores solitarias, que nacen en los entrenudos sobre un pedúnculo articulado de 3-5 mm. Periantio con 6 piezas petaloideas de unos 3 mm, blancas o rosáceas, con una banda central verde más marcada sobre el dorso. Estambres 12-15, con anteras purpúreas. Estilos 4, purpúreos, iguales que el ovario, con estigmas capitados.
El fruto es un aquenio oblongo (7-9 x 3-3,5 mm), cubierto de pelos ramosos de color rosa claro, tan densos que no dejan ver la superficie del aquenio. El diámetro con los pelos es de 11-14 mm. Los pelos nacen sobre unas costillas longitudinales delgadas, muy salientes, que se tuercen ligeramente en espiral, y que dan a la sección del fruto forma de cruz. Semillas oblongas con 4 lados bien marcados. Florece en primavera y fructificación en 1-2 meses después, siendo común que aparezcan flores y frutos al mismo tiempo.

## Hábitat
Campos de dunas desérticos.

## Distribución
Desiertos norteafricanos y asiáticos. En el norte de África es la especie del género más repartida, siendo habitual su presencia en casi todos los campos de dunas del Sahara.

## Taxonomía
Calligonum polygonoides fue descrita por Carlos Linneo y publicado en Species Plantarum 1: 530. 1753.
Sinonimia
- Calligonum laristanicum Rech.f. & Schiman-Czeika[3]